# 8 Dywizja Rakietowa
8 Melitopolska Dywizja Rakietowa odznaczona Orderem Czerwonego Sztandaru (ros. 8-я ракетная Мелитопольская Краснознамённая дивизия) – związek taktyczny Wojsk Rakietowych Przeznaczenia Strategicznego Związku Radzieckiego, następnie – Federacji Rosyjskiej.
Jednostka posiadająca numer 44200 stacjonuje w zamkniętym mieście ZATO Jurja w obwodzie kirowskim
W 1975 jednostka została przeniesiona w skład 31 Armii Rakietowej.   W 2008 dysponowała 12 zestawami strategicznych rakiet balistycznych RS-12M.

## Struktura organizacyjna
2011
- 76 Kirowski pułk rakietowy
- 304 Gwardyjski pułk rakietowy
- 776 Saratowski pułk rakietowy
- 2434 techniczna baza rakietowa
- 20 węzeł łączności
- 1754 batalion inżynieryjno-saperski
- batalion ochrony
- 93 dywizjon zabezpieczenia
- 809 ruchoma baza remontowa